# 千佛崖石窟 (南京)
32°09′13″N 118°57′29″E / 32.15361°N 118.95806°E
千佛崖石窟位于中国江苏省南京市栖霞区栖霞寺东侧。2001年与栖霞寺山门前的明征君碑一同被列为第五批全国重点文物保护单位。
千佛崖石窟始凿于南朝南齐永明七年（489年），其后梁、宋、明各代有增刻和修葺。石窟上下共五级，共有佛像515尊，佛龛294座，佛像大部分残缺。